# Benjamin-Léonor-Louis Frotier de La Coste-Messelière
Pour les autres membres de la famille, voir Famille  Frotier.
Benjamin-Léonor-Louis Frotier de La Coste-Messelière plus connu sous le nom de Hippolyte Gracieux Marquis de Lacoste  (10 août 1760, Paris - 3 juillet 1806, Moulins), est un militaire et homme politique français.

## Biographie
Benjamin-Léonor-Louis Frotier a pour père Marie-Joseph Frotier, comte de La Coste-Messelière, vidame de Meaux, premier sous-lieutenant de la compagnie des chevau-légers de la Garde du roi, plus tard maréchal de camp, et de Jacqueline-Éléonore de Reclesne, dame de Digoine.  Ce mariage lui vaut  le titre de premier baron du Charolais, il réside au château de Digoine. 
Benjamin-Léonor-Louis se marie à l'âge de 19 ans, le 27 avril 1779 avec  Anne-Justine-Elisabeth-Joséphine de Saint- Georges, fille de Charles-Olivier, marquis de Vérac, ministre de France. 
Il sert dans les armées du roi, devient capitaine de dragons au régiment de La Rochefoucauld, mestre de camp de cavalerie. Il est nommé ministre plénipotentiaire du roi auprès auprès du prince Palatin, duc régnant des Deux-Ponts. Il est admis aux honneurs de la Cour en 1780. 
En 1784, il suit, en qualité de secrétaire, son beau-père, le marquis de Vérac,  nommé ambassadeur à la Haye. En 1788 il est nommé ministre plénipotentiaire près du duc de Deux-Ponts.  
Sa carrière diplomatique s'interrompt  car, le 22 mars 1789, il est élu député de la noblesse aux États généraux par le bailliage de Charolles. Reçu par le roi le jour même de l'ouverture des États généraux, il obtient de Louis XVI la dispense nécessaire pour demeurer éloigné de son ambassade pendant la durée de la session. À l'Assemblée, il vote avec les plus avancés, demande que les biens du clergé soient déclarés propriété nationale, et présente un projet de décret pour la suppression de la dîme et des ordres monastiques. Il demande ensuite la fixation des honoraires des évêques et des curés par les assemblées provinciales et la suppression des ordres monastiques avec indemnité aux membres actuels. Il préside (juin 1790) le comité chargé de la liquidation des biens du clergé. 
Revenu après la session en Poitou d'où sa famille paternelle est originaire, il est porté dans le département de Saône-et-Loire comme émigré, arrêté en l'an IV, traduit devant le tribunal criminel de Paris et acquitté. Loin de fuir la Révolution, il en a largement profité en acquérant en Poitou de nombreux biens nationaux, et en divorçant, bien qu'il ait un fils, pour épouser (février 1793) une Italienne, Rosina-Barbe Baletti. Il vit également un temps à Wissous dans la clandestinité durant cette période trouble.
Partisan de Bonaparte, il est nommé sous-préfet de Melle (Deux-Sèvres) le 19 germinal an VIII (9 avril 1800), préfet de l'Allier le 21 thermidor an X (9 août 1802), et membre de la Légion d'honneur le 25 prairial an XII (14 juin 1804). Il meurt subitement à Moulins.

## Sources
- « Benjamin-Léonor-Louis Frotier de La Coste-Messelière », dans Adolphe Robert et Gaston Cougny, Dictionnaire des parlementaires français, Edgar Bourloton, 1889-1891 [détail de l’édition]